# Кубок Трофі з хокею на траві (жінки)
Жіночий Кубок Трофі (англ. Women's EuroHockey Club Trophy) — щорічний турнір з хокею на траві, організований Європейською федерацією хокею. Це другий європейський клубний хокейний турнір серед жінок після Європейської хокейної ліги серед жінок.

## Історія
Турнір був заснований в 1983 році, і в тому ж році відбувся перший турнір. Першими чемпіонами став англійський Slough Hockey Club
З моменту свого заснування турнір проводиться щорічно в період з квітня по червень.

## Формат

### Структура
Кожен турнір жіночого трофея Єврохокей-клубу складається з восьми команд. Команди розділені на два пули по чотири людини, які грають в єдиному круговому форматі. В кінці етапу пулу кращі команди кожного з пулів змагаються в фіналі турніру, в той час, як другі команди грають в плей-офф за третє місце; те ж саме продовжується для п'ятого та сьомого місць.

### Система балів
На відміну від класичної системи балів, що передбачає нарахування трьох балів за перемогу, одного балу за нічию і жодного балу за поразку, цей турнір адаптує унікальну систему. Розподіл балів за виграші, нічиї і програші виглядає наступним чином:
- 5 балів: перемога
- 2 бали: нічия
- 1 бал: поразка
- 0 балів: програш на 3+ голи.

## Призери
| 1983 | Париж, Франція             | «Слау»                           | «Соунсі»                              | «Атлетік Террасса»           | «Стад Франсе»                    |
| 1984 | Глазго, Шотландія          | «Глазго»                         | «Портадаун»                           | «Ам'єн»                      | «Армінен»                        |
| 1985 | Мадрид, Іспанія            | «Соунсі»                         | «Ам'єн»                               | «Вілла де Мадрид»            | «Армінен»                        |
| 1986 | Террасса, Іспанія          | «Атлетік Террасса»               | «Роял Анкл Спорт»                     | «Сласкьего»                  | «Армінен»                        |
| 1987 | Катовиці, Польща           | «Гвент Кумбран»                  | «Стад Франсе»                         | «Славія» (Прага)             | «Рот-Вайс» (Веттінген)           |
| 1988 | Гетеборг, Швеція           | «Пегасус»                        | «Расанте»                             | «Вілла де Мадрид»            | «Вишеград» (Прага)               |
| 1989 | Соунсі, Уельс              | «Соунсі»                         | «Вілла де Мадрид»                     | «Стад Франсе»                | «Славія» (Прага)                 |
| 1990 | Відень, Австрія            | «Стад Франсе»                    | «Роял Анкл Спорт»                     | «Фем-Євро»                   | «Славія» (Прага)                 |
| 1991 | Леверкузен, Німеччина      | "Байєр (Леверкузен)              | «Слау»                                | «Соунсі»                     | «Катанія»                        |
| 1992 | Москва, Росія              | «Колос» (Бориспіль)              | «Расанте»                             | «Соунсі»                     | «Вінеар»                         |
| 1993 | Катанія, Італія            | «Катанія»                        | «Таурус Євровіл»                      | «Мускросс»                   | «Метеор» (Чеське Будейовіце)     |
| 1994 | Братислава, Словаччина     | «Рендалстаун»                    | «Соунсі»                              | «Метеор» (Чеське Будейовіце) | «Вінеар»                         |
| 1995 | Сан-Себастьян, Португалія  | «Атлетіко» (Сан-Себастьян)       | «Вінеар»                              | «Волгодонськ»                | «Локомотиве» (Рака)              |
| 1996 | Прага, Чехія               | «Волгодонськ»                    | «Ам'єн»                               | «Рітм» (Гродно)              | «Славія» (Прага)                 |
| 1997 | Катанія, Катанія           | «Катанія»                        | «Динамо» (Суми)                       | «Рітм» (Гродно)              | «Славія» (Прага)                 |
| 1998 | Кардіфф, Уельс             | «Рітм» (Гродно)                  | «Славія» (Прага)                      | «Мускросс»                   | «Соунсі»                         |
| 1999 | Мілан, Італія              | «Пегасус»                        | «Стад Франсе»                         | «Гінтра» (Шяуляй)            | «Лювен»                          |
| 2000 | Прага, Чехія               | «Правда» (Москва)                | «Реал» (Сосьєдад)                     | «Гінтра» (Шяуляй)            | «Соунсі»                         |
| 2001 | Прага, Чехія               | «Гінтра» (Шяуляй)                | «Славія» (Прага)                      | «Камбре»                     | «Пегасус»                        |
| 2002 | Відень, Австрія            | «Бонаграсс Грайв»                | «Пегасус»                             | «Рітм» (Гродно)              | «Камбре»                         |
| 2003 | Лілль, Франція             | «Атлетік» (Террасса)             | «Рітм» (Гродно)                       | «Лілль»                      | «Лібертас» (Сан Саба)            |
| 2004 | Баку, Азербайджан          | «Атаспорт»                       | «Волга Телеком»                       | «Хермес»                     | «Роял Вікторі»                   |
| 2005 | Дублін Ірландія            | «Хермес»                         | GHC Ritm Grodno«Рітм» (Гродно)        | «Роял Леопольд»              | «Славія» (Прага)                 |
| 2006 | Прага, Чехія               | «Волга Телеком»                  | «Колос» (Бориспіль)                   | «Лібертас» (Сан Саба)        | «Гінтра» (Шяуляй)                |
| 2007 | Соунсі, Уельс              | «Реал Клуб де Поло де Барселона» | «Університет-Гінтра-Стректе» (Шяуляй) | «Хермес»                     | «Морі Віллафранка»               |
| 2008 | Раковнік, Чехія            | «Динамо-Сумчанка»                | «Роял Антверпен»                      | «Пегасус»                    | «Лоренцоні»                      |
| 2009 | Веттінген, Швейцарія       | «Гінтра-Стректе» (Шяуляй)        | «Морі Віллафранка»                    | «Хермес»                     | «Глазго Вестерн»                 |
| 2010 | Рома, Італія               | «Рітм» (Гродно)                  | «Гантуаз»                             | «ЧСП Ізмайлово»              | «Лібертас» (Сан Саба)            |
| 2011 | Рома, Італія               | «Вікторія» (Смолєвічи)           | «Роял Веллінгтон»                     | «Рейлувей Юніон»             | «Грайв Мензішілл»                |
| 2012 | Белфаст, Північна Ірландія | «Пегасус»                        | «Сумчанка»                            | «Вікторія» (Смолєвічи)       | «Метрострой»                     |
| 2013 | Антверпен, Бельгія         | «Редінг»                         | Real Sociedad«Реал» (Сосьєдад)        | «Рейлувей Юніон»             | «ЧСП Ізмайлово»                  |
| 2014 | Лафборо, Англія            | «Лестер»                         | «ЧСП Ізмайлово»                       | «Лорето»                     | СПВ«Комплутенсе»                 |
| 2015 | Мінськ, Білорусь           | «Гамбург»                        | «Роял Веллінгтон»                     | «Мінськ»                     | «Атаспорт»                       |
| 2016 | Барселона, Іспанія         | «Рот-Вайс» (Кельн)               | «Роял Антверпен»                      | «Мінськ»                     | «Реал Клуб де Поло де Барселона» |
| 2017 | Мюнхен, Німеччина          | «Мюнхнер» (Мюнхен)               | «Вілла де Мадрид»                     | «Мінськ»                     | «Рітм» (Гродно)                  |
| 2018 | Дублін, Ірландія           | «Холкемб»                        | «Хуніор»                              | «Рітм» (Гродно)              | «КСП Крилатскоє»                 |
| 2019 | Рочестер, Кент, Англія     | «Вілла де Мадрид»                | «Холкемб»                             | «Ватерлоо Дакс»              | «ЮЧД Ледіс»                      |
| 2020 | скасовано                  | скасовано                        | скасовано                             | скасовано                    | скасовано                        |
| 2021 |                            |                                  |                                       |                              |                                  |